# Athanase Veau de Launay
Pour les articles homonymes, voir Launay et Delaunay.
Athanase Veau de Launay (ou Veau-Delaunay), né le 28 octobre 1751 à Tours et mort le 3 janvier 1814 à Tours (Indre-et-Loire), est un homme politique et écrivain français.

## Biographie
Pierre Louis Athanase Veau de Launay est le fils de Pierre François Veau de Launay, avocat en parlement et au siège présidial de Tours, et de Marie Camille Estevou. Il est le frère de Claude Veau-Delaunay (1755-1826), médecin. 
Il se destine au barreau, est reçu licencié en droit et s'inscrit au tableau des avocats de sa ville natale. 
Il est élu député suppléant à la Convention en 1792 et est admis à siéger comme député d'Indre-et-Loire le 9 mars 1793. Il est secrétaire puis président du club des jacobins. 
Lors de l'établissement des Écoles centrales, il obtient la chaire d'histoire naturelle à celle d'Indre-et-Loire, et l'occupe plusieurs années. Puis il se fait recevoir docteur en médecine et exerce cette profession à Tours. 
Membre de plusieurs sociétés savantes, secrétaire général puis perpétuel de la celle d'Indre-et-Loire, il a laissé des mémoires traitant de droit, d'archéologie et de littérature.

## Sources
- « Athanase Veau de Launay », dans Adolphe Robert et Gaston Cougny, Dictionnaire des parlementaires français, Edgar Bourloton, 1889-1891 [détail de l’édition]
- Dictionnaire des scientifiques de Touraine, p. 393-394, Académie des sciences, arts et belles-lettres de Touraine, 2017
- Marc Rideau, La courte carrière enseignante d’un ancien conventionnel tourangeau, Chroniques tourangelles de l’académie des sciences, arts & belles-lettres de Touraine n° 28, Janvier 2020